# Vasúti rendőrség
A vasúti rendőrség egy különleges rendőri hatóság vagy szervezet, amely felelős az utasok és a vasúti létesítmények, valamint a vasúti közlekedés biztonságáért. Európában Németországban, Hollandiában, Lengyelországban, Belgiumban, Franciaországban, Nagy-Britanniában, Olaszországban, Svájcban, Spanyolországban, Szlovéniában, Romániában és Szlovákiában működik vasúti rendőrség.
Nagyobb állomásokon saját irodát üzemeltetnek, ahol az utasok panaszt tehetnek vagy bűnügyeket jelenthetnek be.
Jelenlétük növeli az utasok biztonságérzetét és távol tartja azokat az embereket, akik zavarják a fizető utasokat. Bizonyos rosszabb hírnevű vasúti járatokon utasként is utazhatnak, így nem csak az állomások és pályaudvarok területén találkozhatunk velük.